# Plum Mariko
Mariko Umeda (Tokio, 1 november 1967 - Hiroshima, 16 augustus 1997), beter bekend onder haar ringnaam Plum Mariko (プラム麻里子, Puramu Mariko), was een Japanse professioneel worstelaarster die worstelde voor Japan Women's Pro-Wrestling van 1986 tot 1992 en vervolgens voor JWP Joshi Puroresu van 1992 tot aan haar dood in 1997. Mariko was de eerste professionele worstelaar in Japan die overleed als gevolg van verwondingen opgelopen tijdens een worstelwedstrijd.

## Erelijst
- All Japan Women's Pro Wrestling

- - AJW Hall of Fame (1998) [2]

- Japan Women's Pro Wrestling

- - JWP Junior Championship (1 keer)
  - UWA Women's Junior Championship (1 keer)